# Arangel
Arangel (makedonska: Арангел) är en ort i Nordmakedonien. Den ligger i kommunen Kičevo, i den västra delen av landet, 60 kilometer sydväst om huvudstaden Skopje. Arangel ligger 698 meter över havet och antalet invånare är 553.